# Wilhelm Goetze (Mediziner)
Johann Dietrich Wilhelm Goetze, auch Johann Diderich Wilhelm Goetz, (getauft 2. Mai 1773 in Neustrelitz; † 27. Februar 1830 ebenda) war ein deutscher Arzt.

## Leben
Wilhelm Goetze entstammte einer Familie, die Generationen von Juristen, Medizinern und Theologen in Mecklenburg stellte. Er war ein Sohn von Johann Friedrich Goetze († 1801), Haushofmeister und Leibchirurg der herzoglichen Familie von Mecklenburg-Strelitz. Ab 1791 besuchte er die Domschule Güstrow und studierte anschließend Humanmedizin an der Universität Göttingen, wo er am 6. Februar 1797 zum Dr. med. promoviert wurde.
Er ließ sich als praktischer Arzt in Neustrelitz nieder und war ab 1801 Rats- und Hofmedikus. Ab 1802 war er Physicus des Neustrelitzer Kabinettsamtes 1812 bestellte ihn Herzog Karl zum Mitglied der neu geschaffenen Medizinal-Examinations-Kommission für die Strelitzer Lande. Er war Truppenarzt und Chirurg beim Großherzoglichen Husaren-Korps und versorgte auch das Landarbeits- auch Zucht- und Irrenhaus in Strelitz-Alt. Ab 1819 war er Kreisphysikus.

## Ehrungen
- 1816 Titel Medizinalrat

## Schriften
- Dissertatio inauguralis pathologica de vomitu. Göttingen 1797 (Digitalisat, UB Göttingen)
- Bemerkungen über die in hiesigen Gegenden gangbarsten Volkskrankheiten. In Nützliche Beiträge zu den Strelitzischen Anzeigen. 1804